# Padre anglicano

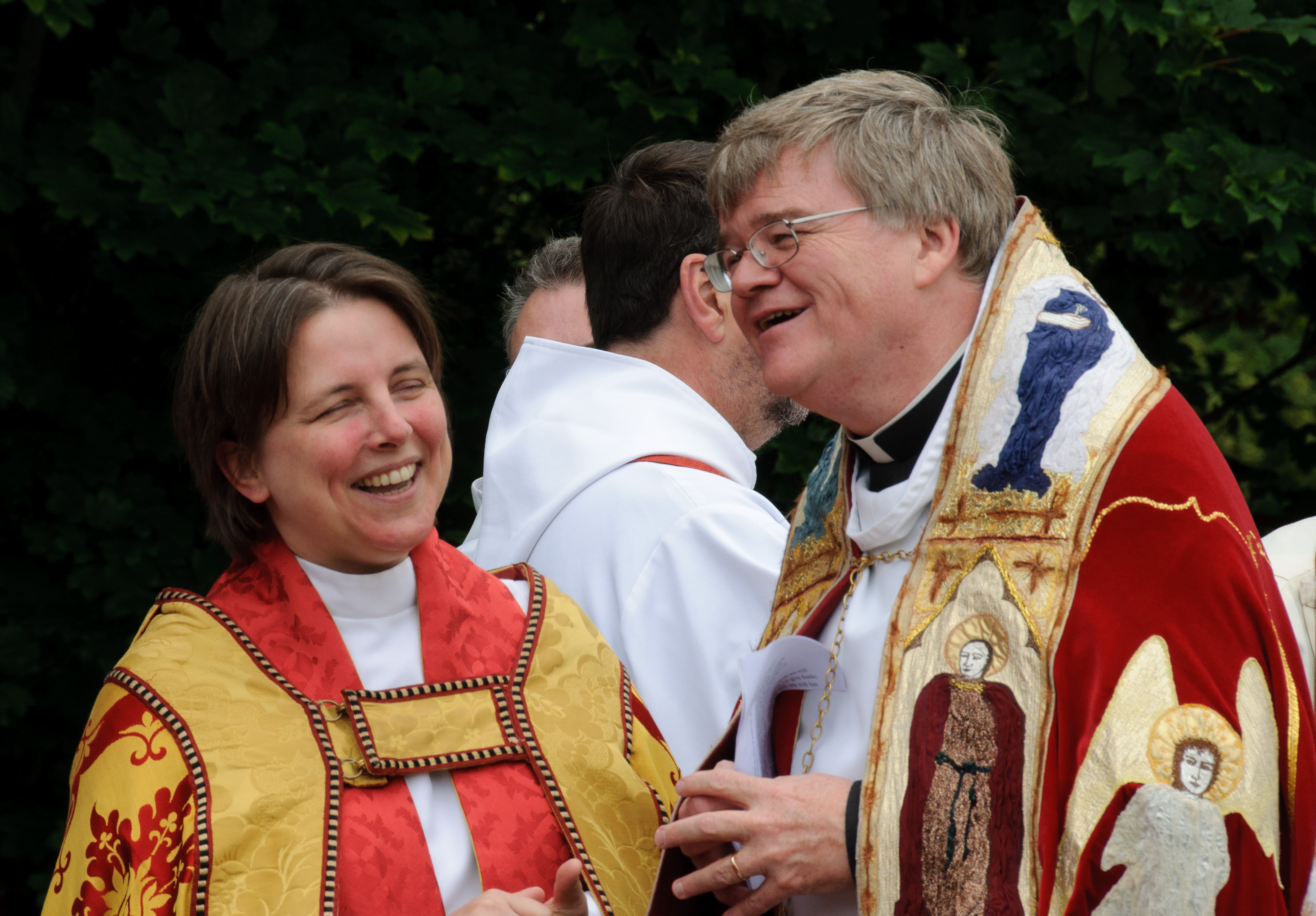
Reverendo Jeffrey John e Reverenda Lucy Winkett — em vestes litúrgicas (2010).

Um Padre anglicano é um clérigo da Igreja Anglicana que atua como ministro religioso. Mulheres são admitidas nesses cargos, mas a Igreja está dividida sobre a questão das mulheres bispas.
O Anglicanismo é uma denominação cristã que surgiu no século XVI na Inglaterra, quando o rei Henrique VIII rompeu com o Papa de Roma. A maioria das Igrejas que se reconhecem nesta confissão estão reunidas dentro da “Comunhão Anglicana”. Além da dissolução dos mosteiros (1539), as Igrejas anglicanas mantiveram a organização católica e os títulos hierárquicos (arcebispo, bispo, decano, abade, etc.), ao mesmo tempo em que adotaram uma teologia protestante.